# Paris-Marseille Racing
Paris-Marseille Racing (A2 Racer aux Pays-Bas, Autobahn Raser en Allemagne, London Racer au Royaume-Uni) est une série de jeux vidéo de course développé par Davilex Games. 

## Historique
Le titre original de la série est A2 Racer aux Pays-Bas. En France, elle a été adaptée sous le titre Paris-Marseille Racing. Elle a été également adaptée en Allemagne sous le titre Autobahn Raser et au Royaume-Uni sous le titre London Racer.
La série a toujours très majoritairement reçu des critiques médiocres comme la plupart des jeux à petits budget produits par Davilex.

## Liste des jeux
- 1997 : A2 Racer sur Windows.
- 1998 : Autobahn Raser sur Windows.
- 1998 : A2 Racer II sur Windows et PlayStation.
- 1999 : London Racer ou M25 Racer sur Windows et PlayStation. Le jeu a reçu la note de 8/10 sur GameSpot UK[1].
- 2000 : Autobahn Raser II sur Windows et PlayStation.
- 2000 : Paris-Marseille Racing sur Windows et PlayStation.
- 2000 : A2 Racer III: Europa Tour ou Autobahn Raser III: Die Polizei schläget zurück! sur Windows et PlayStation.
- 2000 : Urlaubs Raser ou Vakantie Racer sur Windows.
- 2001 : Europe Racing ou Euro Racer ou Europe Racer ou Europe Raser ou Europe Crazy Racing sur Windows et PlayStation. Le jeu a reçu la note de 3/10 sur Gamekult[2]
- 2001 : A2 Racer IV: The Cop's Revenge sur Windows.
- 2002 : Autobahn Raser IV sur Windows et PlayStation 2.
- 2002 : London Racer II sur Windows, PlayStation et PlayStation 2.
- 2002 : USA Racer ou A2 Racer Goes USA! sur Windows, PlayStation, PlayStation 2 et Game Boy Advance.
- 2002 : Paris-Marseille Racing II sur Windows, PlayStation et PlayStation 2. Le jeu a reçu la note de 2/10 sur Gamekult[3] et de 1/20 sur Jeuxvideo.com[4].
- 2003 : Paris-Marseille Racing : Édition Tour du monde ou Autobahn Raser: World Challenge ou London Racer: World Challenge sur Windows et PlayStation 2. Le jeu a reçu la note de 6/20 sur Jeuxvideo.com[5] et de 25 % dans PC Gamer UK[6].
- 2004 : Autobahn Raser: Das Spiel zum Film sur PlayStation 2.
- 2005 : Paris-Marseille Racing : Destruction Madness ou Autobahn Raser: Destruction Madness ou London Racer: Destruction Madness sur Windows et PlayStation 2. Le jeu a reçu la note de 7/20 sur Jeuxvideo.com[7].
- 2005 : Paris-Marseille Racing : Police Madness ou Autobahn Racer: Police Madness ou London Racer: Police Madness sur Windows et PlayStation 2. Le jeu a reçu la note de 3/20 sur Jeuxvideo.com[8].

## Film
La déclinaison allemande de la série Autobahn Raser a donné lieu à un film du même nom en 2004, baptisé Autoroute Racer en français.